# Liste der Biografien/Vaj
Liste der Biografien |
Portal Biografien |
Personensuche
# |
A |
B |
C |
D |
E |
F |
G |
H |
I |
J |
K |
L |
M |
N |
O |
P |
Q |
R |
S |
T |
U |
V |
W |
X |
Y |
Z |
?
 
Va |
Vd |
Ve |
Vh |
Vi |
Vj |
Vl |
Vn |
Vo |
Vr |
Vs |
Vt |
Vu |
Vy
 
Vaa |
Vab |
Vac |
Vad |
Vae |
Vaf |
Vag |
Vah |
Vai |
Vaj |
Vak |
Val |
Vam |
Van |
Vap |
Vaq |
Var |
Vas |
Vat |
Vau |
Vav |
Vaw |
Vax |
Vay |
Vaz
Die Liste der Biografien führt alle Personen auf, die in der deutschsprachigen Wikipedia einen Artikel haben. Dieses ist eine Teilliste mit 37 Einträgen von Personen, deren Namen mit den Buchstaben „Vaj“ beginnt.

## Vaj

### Vaja
- Vaja, Karl (1925–2007), italienischer Politiker (Südtirol), Mitglied der Camera dei deputati
- Vajagic, Elizabeth Anka, kanadische Sängerin und Gitarristin
- Vajay, Szabolcs de (1921–2010), ungarischer Heraldiker und Genealoge

### Vajd
- Vajda, Árpád (1896–1967), ungarischer Schachspieler
- Vajda, Attila (* 1983), ungarischer Kanute
- Vajda, Boris (1933–2015), jugoslawischer Opernsänger in der Stimmlage Bassbariton
- Vajda, Dora, deutsche Filmeditorin
- Vajda, Ernest (1886–1954), ungarischer Drehbuchautor
- Vajda, Ladislao (1906–1965), ungarischer Regisseur
- Vajda, Ladislaus (1877–1933), ungarischer Drehbuchautor, Theaterregisseur und Dramaturg
- Vajda, Lajos (1908–1941), ungarischer Surrealist
- Vajda, László (1923–2010), deutscher Ethnologe
- Vajda, Levente (* 1981), rumänischer Schachspieler
- Vajda, Luca (* 1996), ungarische Handball- und Beachhandballspielerin
- Vajda, Marián (* 1965), slowakischer Tennisspieler
- Vajda, Marijan David (* 1950), jugoslawischer Regisseur
- Vajda, Mihály (1935–2023), ungarischer Philosoph und Germanist
- Vajda, Ödön (1834–1911), ungarischer Zisterzienser, Gymnasiallehrer und Abt des Klosters Zirc
- Vajda, Steven (1901–1995), britischer Mathematiker
- Vajdič, Bernard (* 1980), slowenischer Skirennläufer
- Vajdová, Natália (* 1995), slowakische Tennisspielerin
- Vajdová, Nikola (* 1989), slowakische Tennisspielerin
- Vajdová, Petra (* 1985), slowakische Schauspielerin

### Vaje
- Vajen, Kurt (1936–2020), deutscher Politiker (CDU, REP), MdL

### Vajg
- Vajgl, Ivo (* 1943), slowenischer Journalist, Diplomat und Politiker, MdEP

### Vaji
- Vajiralongkorn, Maha (* 1952), thailändischer KönigVajiralongkorn (* 1952)

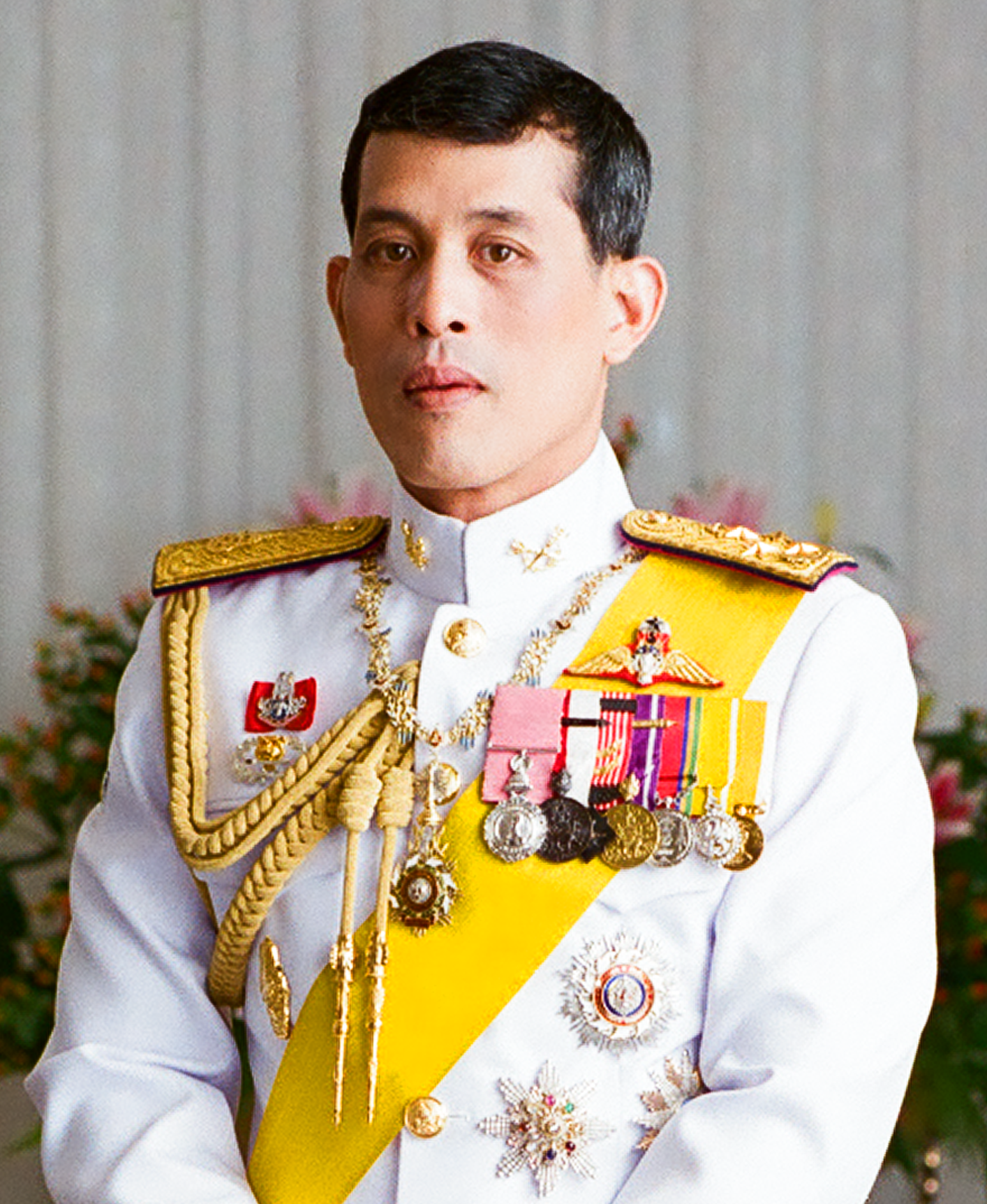
Vajiralongkorn (* 1952)

- Vajiravudh (1881–1925), König von Siam (1910–1925)

### Vajk
- Vajkoczy, Peter (* 1968), deutscher Neurochirurg und Hochschullehrer

### Vajn
- Vajna, Andrew G. (1944–2019), ungarischer Filmproduzent
- Vajna, Gábor (1891–1946), ungarischer Politiker und Nationalsozialist

### Vajo
- Vajó, Juraj (* 1970), slowakischer Komponist und Musikpädagoge

### Vajp
- Vajpayee, Atal Bihari (1924–2018), indischer Politiker und Premierminister

### Vajr
- Vajradharma, buddhistischer Mönch

### Vajs
- Vajs, Josef (1865–1959), tschechoslowakischer Slawist und katholischer Priester
- Vajs, Stefan (* 1988), deutscher Eishockeytorwart

### Vajt
- Vajta (* 1950), jugoslawischer Musiker
- Vajta, Vilmos (1918–1998), ungarisch-schwedischer lutherischer Theologe